# Grafkapel Geradts-Regout
De grafkapel van Geradts-Regout of Geradts-Mulbracht is een kapel in Posterholt in de gemeente Roerdalen in de Nederlandse provincie Limburg. De grafkapel staat midden op het kerkhof van Posterholt aan de Monseigneur Koningsstraat. Het kerkhof ligt ongeveer 200 meter ten oosten van de oude Sint-Matthiaskerk en 650 meter ten oosten van de huidige Sint-Matthiaskerk.

## Geschiedenis
In 1856 werd kasteel Aerwinkel ontworpen naar het ontwerp van Pierre Cuypers in opdracht van Petrus Geradts (onder andere rechter te Hasselt).
Oorspronkelijk was dit het familiegraf van de familie Geradts-Mulbracht. Na het huwelijk van Jean Geradts (1898-1967) met Suzanne Regout (1904-2004) in 1929 werd de grafkapel aangeduid met de huidige benaming.
In 2010 is de grafkapel gerestaureerd.

## Opbouw
De grafkapel is gebouwd in negentiende-eeuws traditionalisme met een rechthoekig plattegrond van 12 vierkante meter en wordt gedekt door een zadeldak. In het gebouw zijn elementen van kasteel Aerwinkel opgenomen, zoals de vorm van de geleding van het bovenlicht. De kapel is bepleisterd, heeft een trapbordes met zijwaarts afgaande treden en op de hoeken een vierkante pijler, in de voorgevel bevindt zich een gevelsteen met een vierpas waarin het jaartal 1865 staat. Op de hoeken van de kapel zijn lisenen aangebracht.
Onder de kapel bevindt zich de graftombe, bereikbaar via een luik aan de voorzijde van de kapel. De grafkamer heeft twaalf nissen.